# Montoto de Ojeda

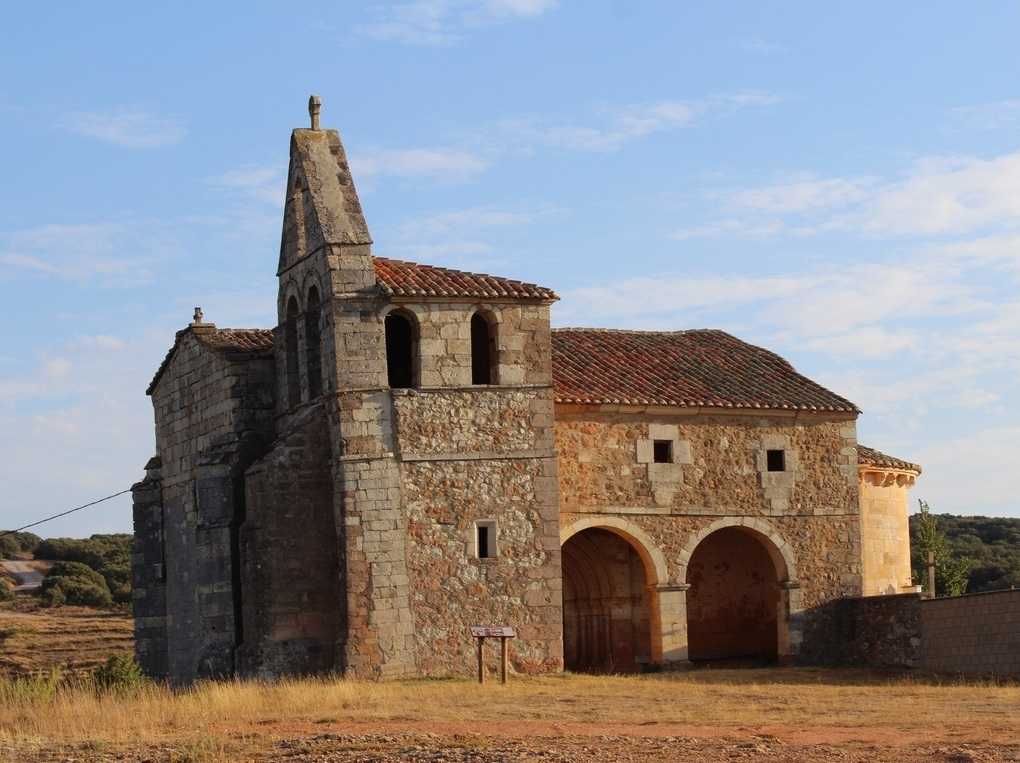
Iglesia de San Esteban

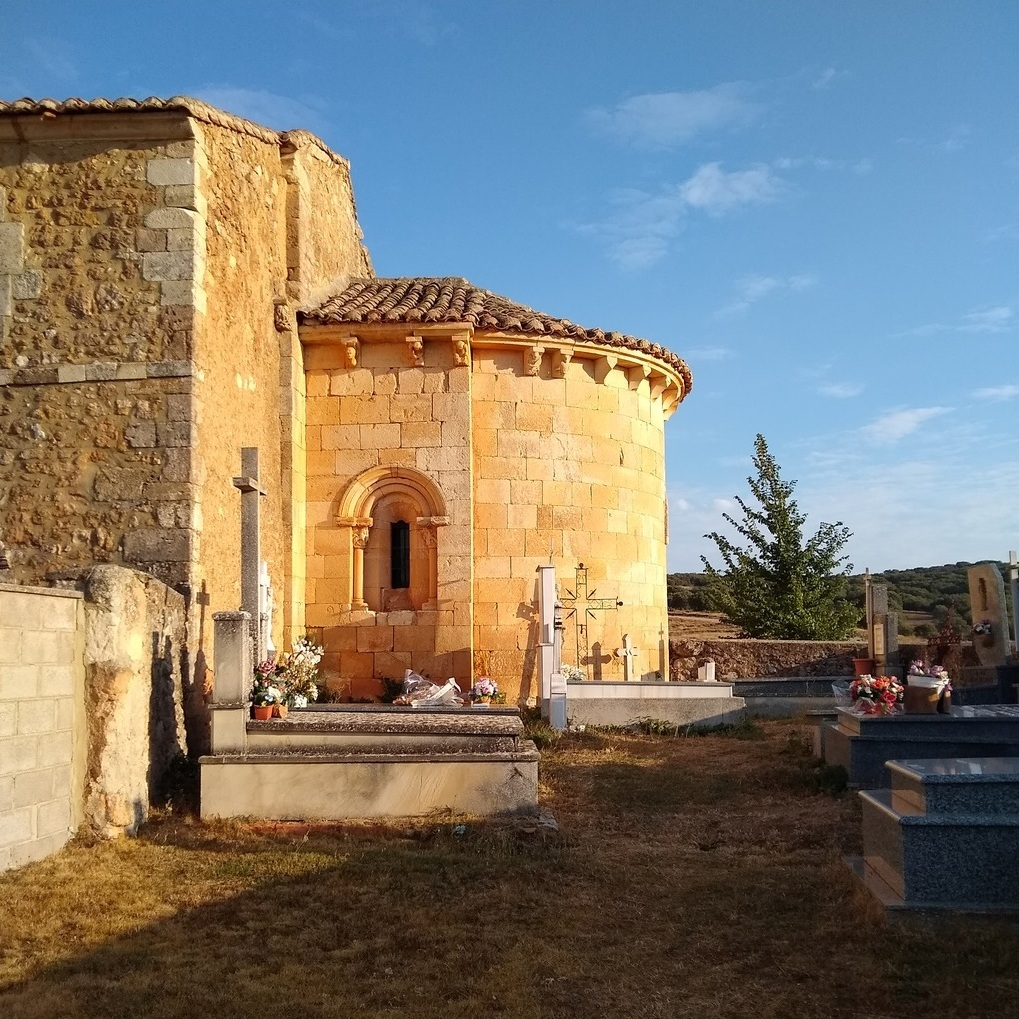
Iglesia de San Esteban. Ábside

Montoto de Ojeda es una localidad de la provincia de Palencia (Castilla y León, España) que pertenece al municipio de Olmos de Ojeda.

## Contexto geográfico
Situado 3 km al norte de la capital del municipio con acceso desde la carretera provincial PP-224 que tienen su nicio en la autonómica P-227. Tiene un clima continentalizado con inviernos muy fríos y abundantes nevadas.

## Toponimia
Equivale a "monte alto". Del latín MONS ALTUS, derivan: Montaltu, Montauto, Montouto y Montoto.

## Demografía
Evolución de la población en el siglo XXI
| Gráfica de evolución demográfica de Montoto de Ojeda entre 2000 y 2020 |
|                                                                        |
| Población de derecho (2000-2020) según el padrón municipal del INE     |

## Historia
Durante la Edad Media pertenecía a la Merindad menor de Monzón , Meryndat de Monçon
A la caída del Antiguo Régimen la localidad se constituye en municipio constitucional denominado entonces Montoto que en el censo de 1842 contaba con 13 hogares y 68 vecinos, para posteriormente integrarse en Vega de Bur .

## Patrimonio cultural
En una loma apartada del pueblo se levanta la Iglesia de San Esteban, templo católico de estilo románico del siglo XII. Enclavado dentro del conjunto de Iglesias pertenecientes al Románico palentino, destacan los canecillos que rodean el ábside.